# Dictyocaryum
Dictyocaryum es un género con tres especies de plantas con flores perteneciente a la familia  de las palmeras (Arecaceae).  

## Descripción
Los Dictocaryum  están por lo general en solitario, aunque en la naturaleza D. ptarianum  ocasionalmente se agrupe en su hábitat. Las tres plantas tienen masas de raíces cónicas en zanco en la base que están armados con espinas. Los troncos son claramente anillados por las cicatrices de las hojas caídas, tienen 30 cm de ancho, y en D. lamarckianum llegan a más de 20 m de altura. Todos tienen altas coronas grandes y 4-6, hojas pinnadas. Las hojas pueden ser poco a densamente tomentosas sobre el pecíolo y raquis, las pinnas son periódicamente y ampliamente espaciadas, de hasta 60 cm de largo, de color verde oscuro en la parte superior y glauco en la parte inferior.
En comparación con otras palmeras, las inflorescencias en este género son inusualmente grandes, una vez ramificadas, y emerge por debajo de la hoja de la corona.  Tanto las flores masculinas como femeninas son de color blanco a amarillo, que crecen en la misma planta, ambos con tres sépalos y tres pétalos.  El fruto se desarrolla a partir de una carpela, de color amarillo a anaranjado y marrón cuando están maduras, que contiene una adjunta, basal, semilla esférica.

## Distribución
Se encuentran en América del Sur, estando estrechamente relacionado con el género Iriartea, que se denominan comúnmente Araque o palma real.  Como mucho, once especies se han descrito, pero este número se reduce a tres en la mayoría de las relaciones.  

## Hábitat
Este género se encuentran en las zonas montañosas y selvas de montaña de Panamá, Ecuador, Brasil, Perú, Bolivia, Guyana y Venezuela por debajo de elevaciones de hasta 1800 m.  A menudo colonizan, en general, conspicuas arboledas, en las cuestas empinadas, donde recepcionan la generosa lluvia caída, y cada vez más en suelos ácidos y no calcareros.

## Cultivo y usos
Sus condiciones de cultivo son generalmente difíciles de imitar, lo que las hace relativamente poco frecuente en el cultivo.  Requieren de un lugar libre de heladas, rico en humus del suelo, y la abundancia de agua. En su área de distribución natural, los troncos son utilizados por los pueblos indígenas en la construcción y la ebanistería, con las hojas se tejen en  mercancías, mientras que la fruta se come y en el vino o la jalea. Los indios Emberá usan la duradera madera del tronco en la construcción de ataúdes.

## Taxonomía
El género fue descrito por Hermann Wendland y publicado en Bonplandia 8(6): 106. 1860. La especie tipo es: Dictyocaryum lamarckianum (Mart.) H. Wendl. 
Etimología
Dictyocaryum: nombre genérico derivado de dos palabras griegas que significa "red" y "nuez", describiendo la espesa red de fibras alrededor de la semilla.

## Especies
- Dictyocaryum fuscum
- Dictyocaryum lamarckianum
- Dictyocaryum ptarianum